# سؤال مين 1 (2011)
سؤال مين 1 لعام 2011 "هل تريد رفض قسم الفصل 399 من القوانين العامة لعام 2011 الذي يطالب الناخبين الجدد بالتسجيل للتصويت قبل يومي عمل على الأقل؟ كان لتسجيل الناخبين في ولاية مين. تم إجراء التصويت في 8 نوفمبر 2011 بعد وضعه على بطاقة الاقتراع بسبب قيام المؤيدين بجمع العدد اللازم من التوقيعات. كانت جهود حق النقض ناجحة مع 237.024 صوتًا لصالح الإلغاء مقابل 155.156 ضد الإلغاء.